# Alejandro Puente
Alejandro Puente es un actor, escritor y director de cortometrajes mexicano. Conocido en su país natal por su papel de Todd Anderson en la adaptación teatral mexicana de La sociedad de los poetas muertos, protagonizada por Alfonso Herrera. Aunque anteriormente debutó en televisión en la serie El Dandy. Puente en su corta carrera como director y escritor ha producido dos películas; Adiós, Hamburgo (2018), y Verónica (2018).
También protagonizó la obra Yo soy Dios (2015). Estudió actuación en la Escuela Nacional de Arte Teatral de México.
En Nueva York, Estados Unidos, fue la de Darren Aronofsky, famoso director y guionista. Su papel destacado fue Santiago, un adolescente homosexual en la serie de Netflix, El club. Y posteriormente como Sebastián en Rebelde, continuación de la homónima de 2004.